# Safran Nacelles
 (novembre 2023).
Safran Nacelles, anciennement Aircelle, est une division de Safran fabriquant des nacelles pour les moteurs d'avions.

## Produits

Logo de 2010 à 2016.

La nacelle est la structure qui entoure le moteur et qui a plusieurs fonctions : 
- aérodynamique : assurer l'écoulement des flux primaires (flux entrant dans le compresseur du moteur), et secondaires (flux s'écoulant autour du moteur) ;
- acoustique : atténuer le bruit du moteur ;
- freinage : contribuer au freinage de l'appareil à l'atterrissage au travers d'un système d'inversion de poussée. Le système d'inversion de poussée est utile pour l'atterrissage sur des pistes humides, ou polluées (neige, débris, glace…) ;
- sûreté des vols : assurer la contention des feux moteurs ou des débris lors d'incidents moteurs.

## Historique
Ayant remporté le marché du A340-500/600, Aircelle se voit confier la conception de la nacelle du projet prometteur A3XX, qui allait devenir l'A380.
Safran Nacelles est concepteur, intégrateur, et fabricant des nacelles des Airbus A318.
Safran Nacelles est aussi présent sur le marché des nacelles d'avions régionaux ou d'affaires tels que l'Embraer 170-190, F7X.
Safran Nacelles conçoit et fabrique aussi des systèmes d'inversion de poussée pour l'Airbus A320, A330, A340-200/300, A320neo et A330neo.
Les dernières réalisations de Safran Nacelles dans le domaine des nacelles constituent de nombreuses « premières » technologiques visant à améliorer la performance du freinage lors de l'inversion de poussée, ou à accroître l'atténuation acoustique pour permettre aux avions tels que l'Airbus A380 d'atteindre les niveaux sonores requis par les nouvelles réglementations.
Le complexe industriel des usines Schneider Frères & Cie, spécialisé dans la production d’armement, s'implante au Havre en 1896. Les ateliers de construction du Havre deviennent Arsenal d'État en 1937. La Société de construction des avions Hurel-Dubois est créée dix ans plus tard. En 1963, l'arsenal du Havre est rattaché à Snecma Normandie, puis à Hispano-Suiza (filiale de Snecma) en 1977. Deux ans plus tard, la Société Lorraine de construction aéronautique (CLA) est créée et le groupe Hurel-Dubois commence à se constituer.
L'établissement du Havre est filialisé en 1997 et devient Hispano-Suiza Aerostructures. Aircelle est créée l'année suivante, sous la forme d'une coentreprise à 50/50 entre Hispano-Suiza Aerostructures et Airbus. Aircelle est le nom contracté d'Airbus et Nacelle. La stratégie est de casser le monopole du fabricant de nacelles américain Goodrich qui équipait jusque-là tous les projets de l'avionneur européen (A300; A310; A320; A319; A321). En 2000, Hurel-Dubois est rachetée par Snecma et se rapproche l'année suivante de Hispano-Suiza Aerostructures menant à la création de plusieurs entités juridiques (Hurel-Hispano Meudon, Hurel-Hispano le Havre et Arcelle).
En 2002, Hurel-Hispano rachète les parts d’Airbus dans Aircelle, puis simplifie des structures juridiques du groupe et met en place une organisation opérationnelle fondée sur 4 grandes divisions par programmes.
Hurel-Hispano Meudon, Hurel-Hispano le Havre et Aircelle  sont radiées en décembre 2002.
En 2004, Hurel-Hispano inaugure à Pont-Audemer le nouveau bâtiment construit pour répondre à la forte croissance des activités de HHES (Hurel-Hispano Europe Services), filiale créée en 2002 et spécialisée dans les activités de services, réparation et maintenance. Le site de Meudon, site historique de Hurel-Dubois, ferme en 2006.
En 2016, toutes les activités sont intégrées dans la société Safran.

## Implantation
| Pont-Audemer Gonfreville-l'Orcher Magny-les-Hameaux Colomiers Florange Localisation des sites en France. |

Autres sites :
- Hambourg, Allemagne
- Burnley Lancashire, Royaume-Uni
- Casablanca, Maroc
- Everett, États-Unis
- Indianapolis, États-Unis
- Mobile, États-Unis
- Komsomolsk-on-Amur, Russie